# Wallenmahd

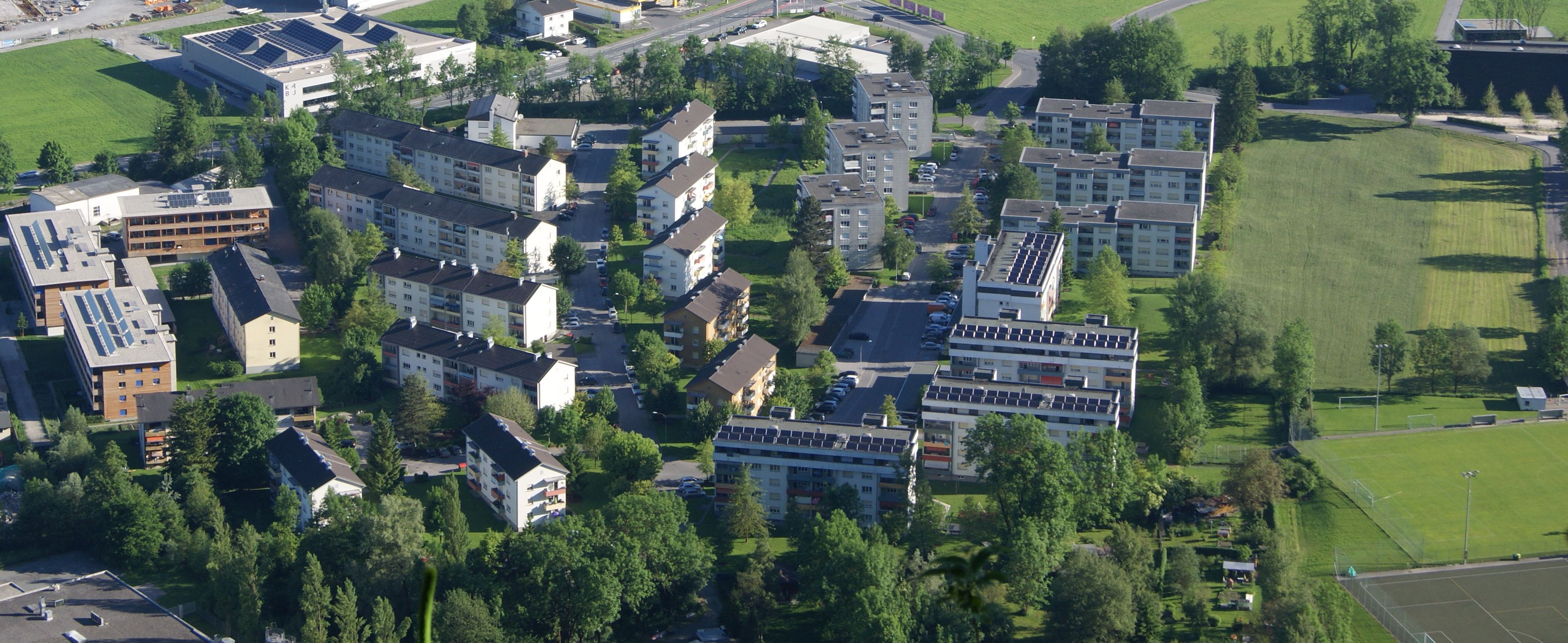
Siedlung Bremenmahd

Das Wallenmahd (Dornbirnerisch: „Wallamahd“, 430 m ü. A.) ist ein Wohn- und Betriebsgebiet und umfasst auch wesentliche landwirtschaftliche Nutzflächen an der südwestlichen Gemeindegrenze von Dornbirn zu Hohenems (Unterklien) und ist Teil des 2. Stadtbezirks Hatlerdorf im Bundesland Vorarlberg in Österreich. Das Wallenmahd ist etwa 2,5 km Luftlinie vom Stadtzentrum entfernt (Schule) bzw. etwa 3,5 km (Betriebsgebiete).
Die Entwicklung von kleinbäuerlichen Strukturen und bäuerlichen Wohngebiet zu einem Misch- und Industriegebiet erfolgte erst im 19. Jahrhundert und hält bis heute an.
Die Großsiedlung Bremenmahd, die in den 1960er und 1970er Jahren gebaut wurde, zählt zu den größten geschlossenen Siedlungsgebieten in Dornbirn. Ihre Errichtung führte in den 1970er-Jahren auch zum Bau einer eigenständigen Volksschule für das Wallenmahd, die in der Folge auch Schüler der Ortsteile Fängen und Bachmähdle, die ebenfalls zum Wallenmahd gezählt werden können, aufnahm.

## Wortbedeutung und Sprachgrenze
Der Name Wallenmahd lässt sich im Gegensatz zur erst späten Besiedlung zu Wohnzwecken bis auf das Jahr 1530 zurückverfolgen. Im Urbar des Landsknechtführers Merk Sittich tauchte in diesem Jahr der Name „Walchsmahd“, was auf landwirtschaftliche Besitzungen eines Mannes namens Jäk Walch schließen lässt, auf. Der Ortsname, der sich historisch recht genau im Bereich der heutigen Fängen-Siedlung im westlichen Bereich des Wallenmahds lokalisieren lässt, wird heute als Bereichsname für große Teile des Siedlungsgebiets im Süden Dornbirns genutzt.
Die Bedeutung von „Walla“ (Vorarlberger Mundart) ist nicht eindeutig zuordenbar. Werner Vogt vermutet, dass das Wort von „Wal“ o. „Wale“ (= welsch) herzuleiten sei. Siehe auch: „Walen“ (Venediger). Der Flur- bzw. Gebietsname Wallenmahd „verdeutlicht ungefähr die ehemalige Grenze zwischen der alemannischen und der ‚walschen‘ bzw. rätoromanischen Bevölkerung im Rheintal, denn auch nach dem Untergang des weströmischen Reiches hielt sich südlich des Wallenmahdes lange Zeit das rätoromanische Element. Im 6. und 7. Jahrhundert hatten die Alemannen die Besiedlung des Rheintales gegen Süden hin bis zum Wallenmahd ausgeweitet. Als damalige Grenze zwischen Alemannen und Rätoromanen wird meistens Hohenems angenommen. So war das Rheintal um 700 n. Chr. bevölkerungs- und herrschaftsmäßig in ein alemannisch gewordenes Unterland und in ein rätoromanisch verbliebenes Oberland geteilt“. Auch Eberhard Tiefenthaler geht davon aus, dass sich Wallenmahd aus Walen (= Welsche/Romanen) ableitete. Viele Jahrhunderte sei dieses Gebiet auch die Grenze zwischen dem alemannischen (Richtung Bodensee) und dem rätoromanischen Sprachgebiet (Richtung Oberland) gewesen.
Der letzte Wortbestandteil „mahd“ bezieht sich auf das Mähen, die jahrhundertelange landwirtschaftliche Bewirtschaftung dieses Gebiets.

## Geschichte
Dornbirn lag selbst bis in die zweite Hälfte des 18. Jahrhunderts nicht an den Hauptrouten des Verkehrs von Norden nach Süden. Das Wallenmahd wurde als Betriebs- und Wohngebiet erst durch die Post- und Commercialstraße 1768/1769 verkehrstechnisch mit einer leistungsfähigen Straße in Hand- und Spanndiensten erschlossen. Bis dahin führte die alte Landstraße zwischen Hohenems und Haselstauden über Haslach, Mühlebach, Achmühle, Oberdorf, Steinebach und Kehlen nach Haselstauden (Römerstraße) und war teilweise steinschlaggefährdet (siehe Breitenberg). Eine 1530/1540 gebaute „neue“ Straße von der Sägerbrücke über die Bäumlegasse / Hanggasse war für die wirtschaftliche Entwicklung Dornbirns und des Wallenmahds noch nicht ausreichend.
Im „Provinzial-Handbuch von Tirol und Vorarlberg für das Jahr 1847“ und im „Schematismus für Tirol und Vorarlberg“ sowie dem „Allgemeinen National-Kalender für Tirol und Vorarlberg“ (1825) wird das Wallenmahd noch nicht als eigener Weiler von Dornbirn angeführt oder als Siedlung in einer Form erwähnt.
1824 gründete Johann Baptist Salzmann im Wallenmahd eine Bleiche, Baumwollfärberei und Druckerei, die bereits 1832 an Ludwig Kuster aus Rheineck verkauft werden musste, der sie ab 1845 an den bei ihm tätigen Facharbeiter Johann Michael Fussenegger weiterverpachtete. Dieser betrieb eine Bleiche und eine Appretur im Wallenmahd mit 60 Arbeitern. In der Fabrik Salzmanns hat der spätere Fabrikant Franz Martin Hämmerle nach der Pflichtschule einen ersten Arbeitsplatz angenommen.

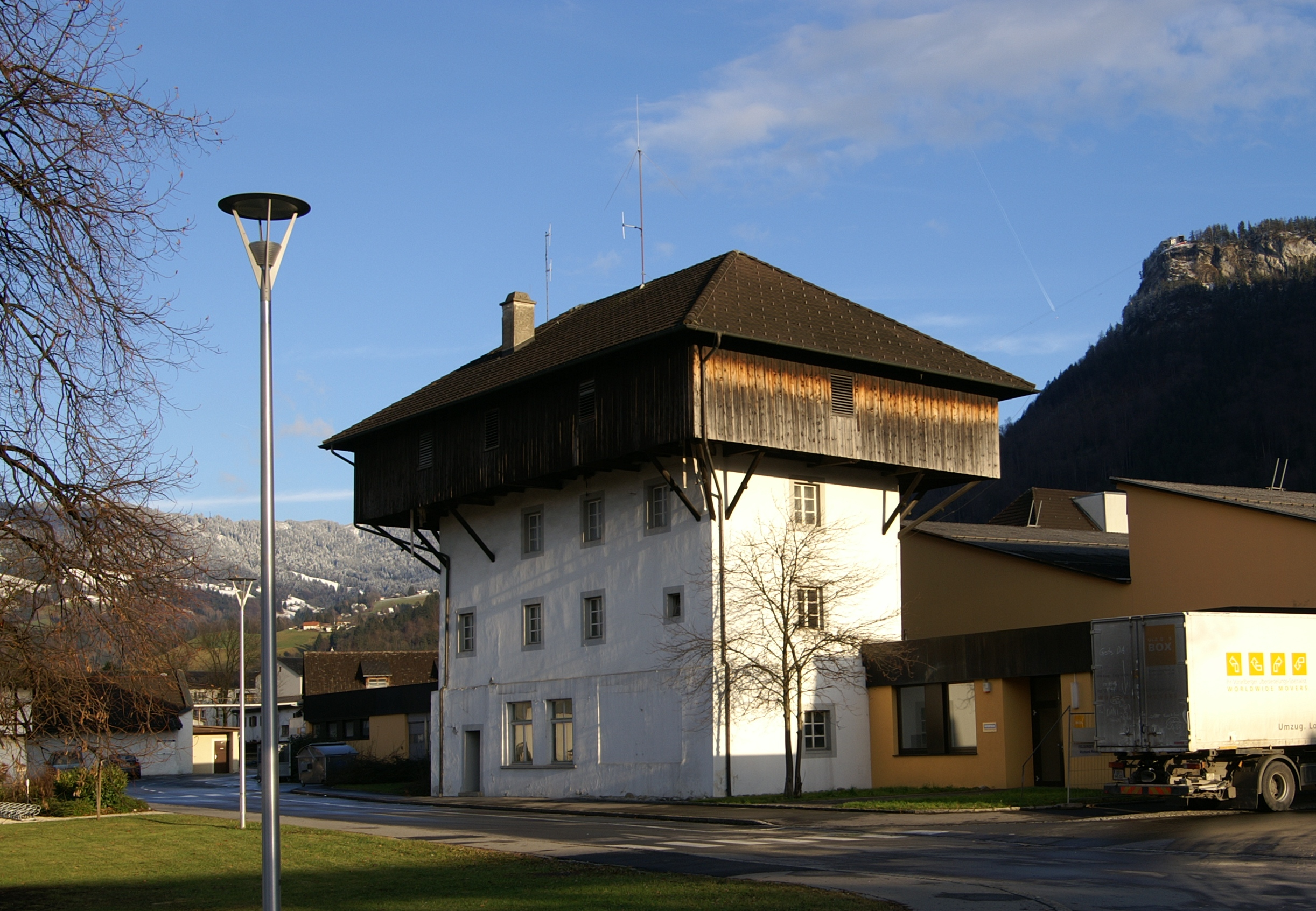
J. M. Fussenegger, Wallenmahd 23, gegr. 1846

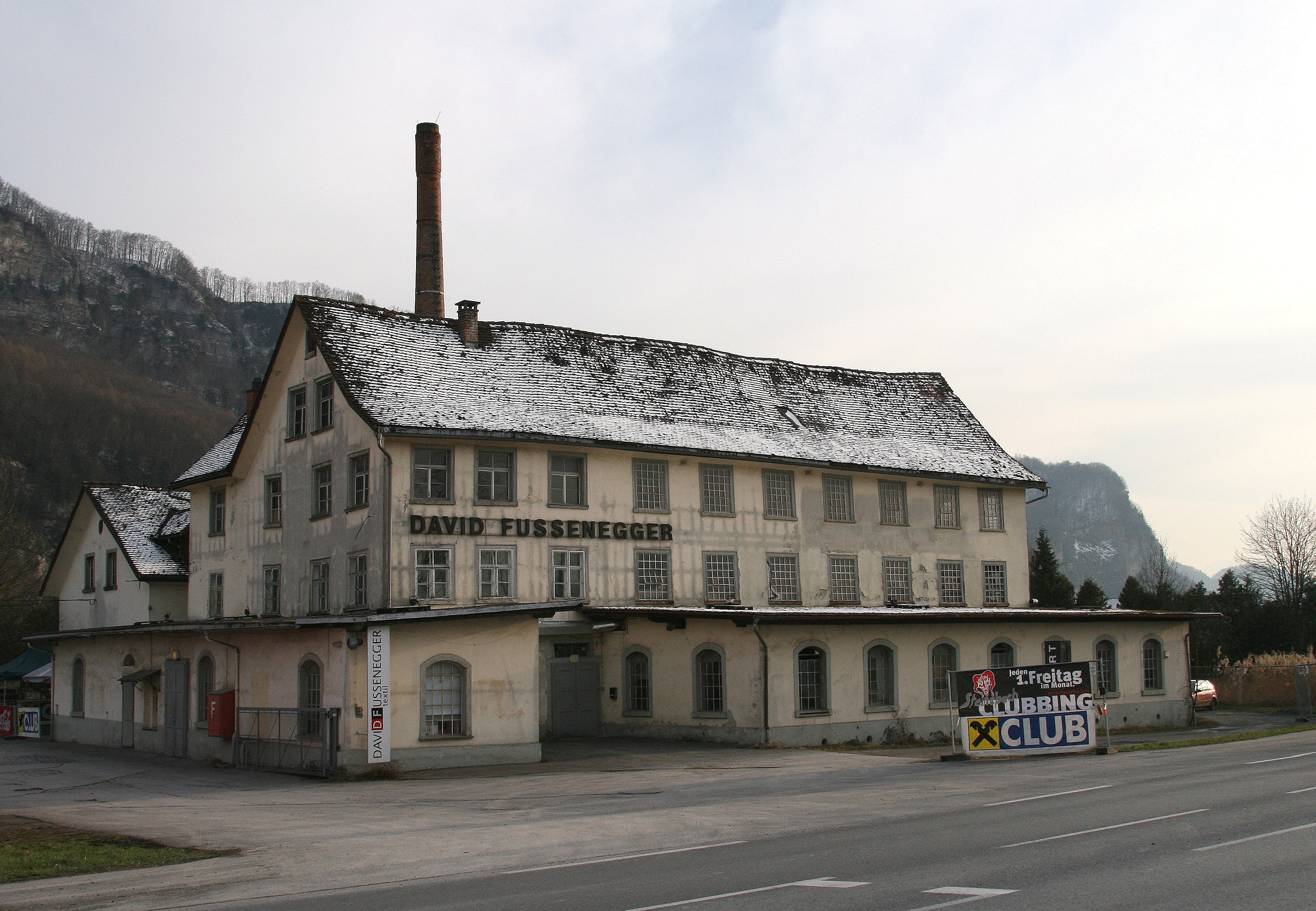
Betrieb des David Fussenegger

Zwei Industriedenkmäler sind aus dem heute noch bestehenden Unternehmenskomplex der Fa. J. M. Fussenegger, zwei schindelgedeckte Fabriksgebäude (um 1830, Färberei und Verwaltungsgebäude) mit Trockenturm (1894), noch erhalten. Ein von Salzmann in Richtung Hohenems errichtetes Gebäude wurde 1846 von Konrad Gysi gepachtet und ging 1863 in den Besitz von David Fussenegger über, der darin eine Weberei begründete. Diese beiden Industriekomplexe, J. M. Fussenegger und David Fussenegger, dominierten das Wallenmahd über mehr als ein Jahrhundert, bis weitere große Industriebetriebe nach dem Zweiten Weltkrieg ansiedelten.
1858 soll der Fabrikant Franz Martin Kalb das Gasthaus bei der Fabrik im Wallenmahd eröffnet haben. Als Fabrikant im Wallenmahd hatte er eine mechanische Spinnerei, in der rund vierzig Beschäftigte arbeiteten. 1866 wanderte er aus und betrieb ein Malergeschäft in New York.

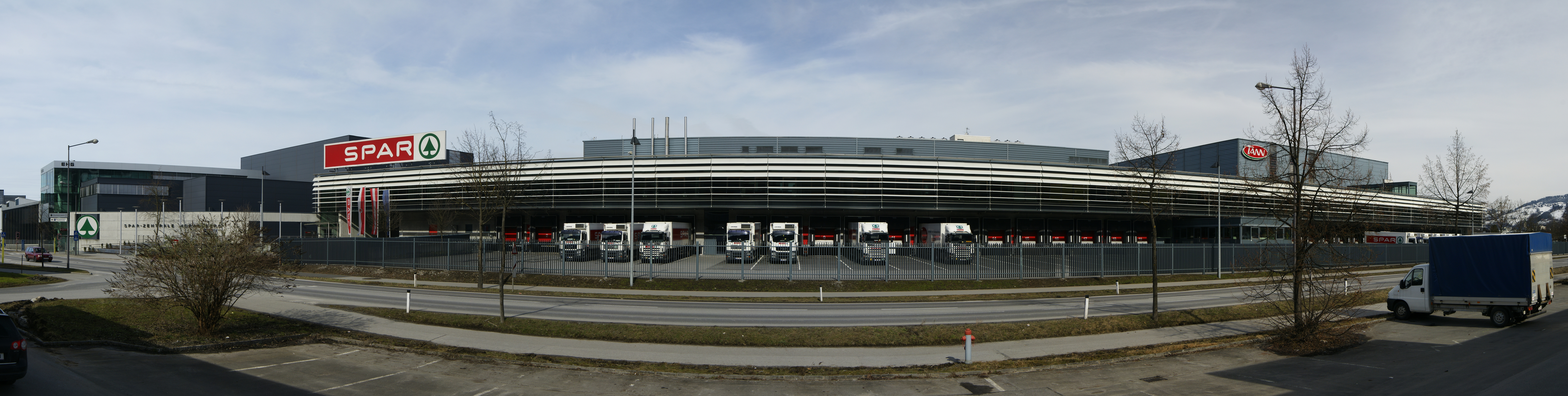
Spar-Zentrale.

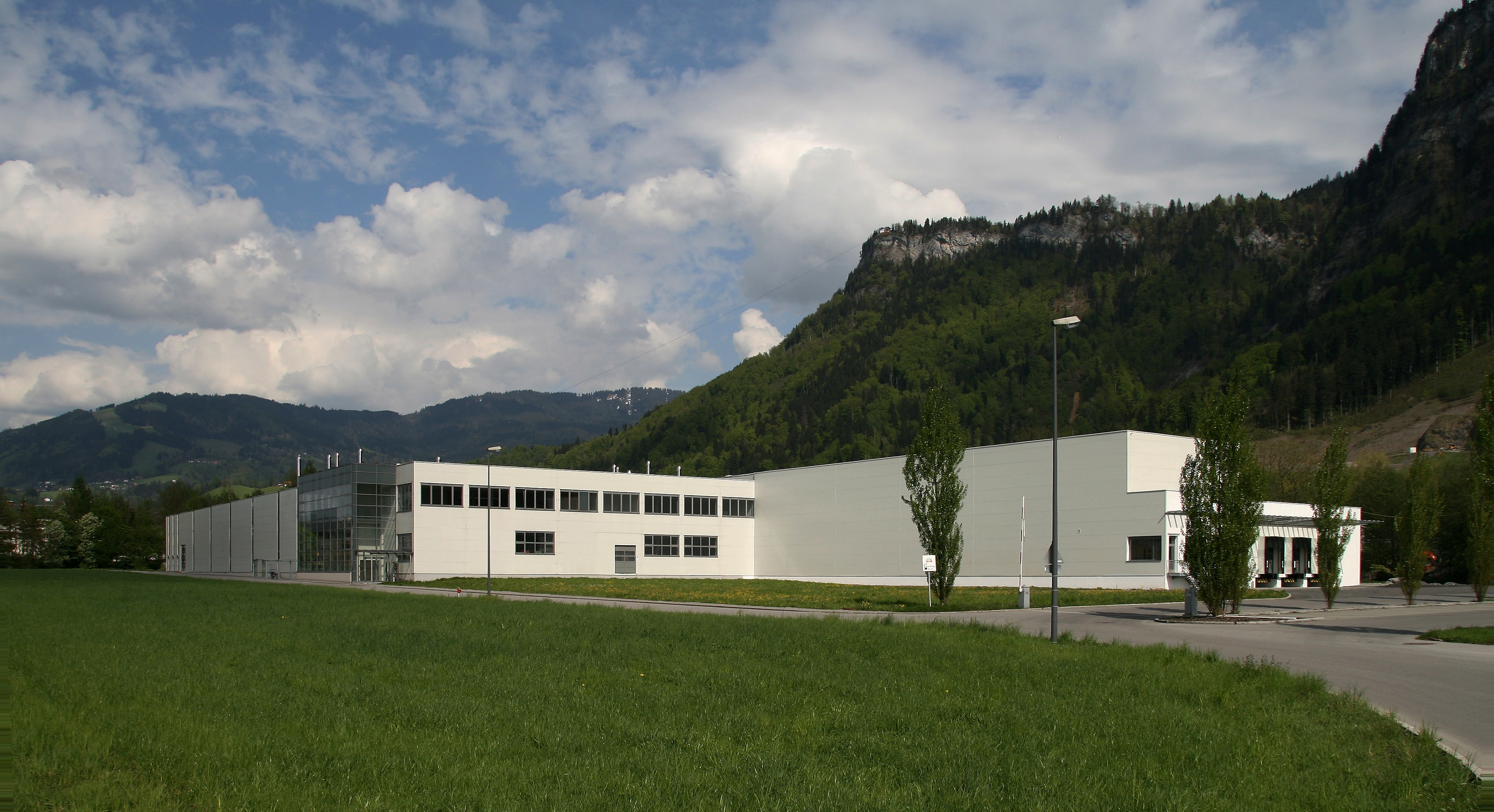
Rudolf Ölz Meisterbäcker, Werk Wallenmahd

## Topographie, Geografie, Lage und Verkehr
Das Wallenmahd ist relativ flach im Gemeindegebiet Dornbirn gelegen und der Untergrund besteht weitgehend aus Riedboden. Gegen Südosten wird das Wallenmahd vom Breitenberg begrenzt und grenzt gegen Osten an Haslach. Im Süden und Südwesten ist der Landgraben heute die Grenze der Gemeinde Dornbirn, somit auch des Wallenmahds, zur Gemeinde Hohenems.
Das Betriebsgebiet Wallenmahd zählt zu den größten Gewerbegebieten in Vorarlberg und wird laufend erweitert. Der südliche Teil des Betriebsgebiets Wallenmahd verfügt bereits über einen Bahnanschluss und ein weiterer Anschluss ist geplant. Seit 2022 bindet die Autobahnanschlussstelle Dornbirn-Süd das Betriebsgebiet an die Rheintalautobahn (A14) an. Die Verbindung erfolgt über die verlegte Schweizerstraße durch das Ried.

## Gewässer
Der Landgraben zwischen Wallenmahd und Unterklien bildet auch die Grenze zwischen den Gemeinden Dornbirn und Hohenems. Der Küferbach und der Fallbach sind weitere relevante Gewässer, die das Wallenmahd durchqueren.

## Religion

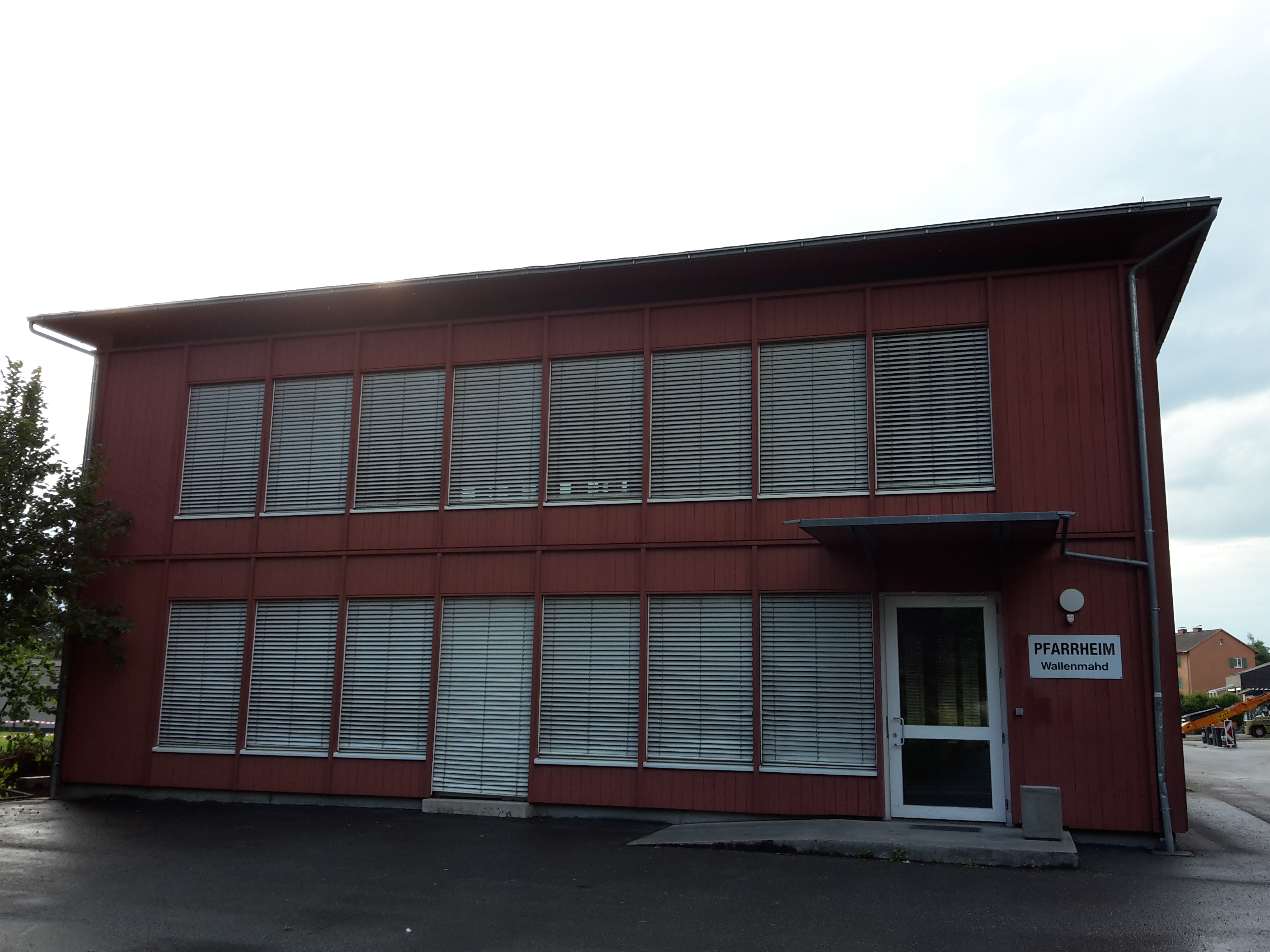
Pfarrheim im Wallenmahd

Das Wallenmahd gehört kirchlich zur Pfarrei St. Leopold. Im Wallenmahd befindet sich das 1995 eröffnete Pfarrheim. Ursprünglich war an diesem Standort eine Kirche geplant, das Grundstück wurde von Ulrich Ilg dafür der Kirche 1979 geschenkt, der Kirchenbau aber bis heute nicht realisiert.